# Torneo de Charrería Acapulco 2012
El Torneo de Charrería Acapulco 2012 o también llamado Torneo de Charreria Triángulo del Sol es un torneo de charrería realizado en el mes de julio del 2012 en Acapulco, Guerrero en el Fórum de Mundo Imperial. Este deporte se toma importante al ser considerado como el deporte oficial en México.

## Comité Organizador
El concurso es organizado por la Federación Mexicana de Charrería presidida por Jaime Castruita Padilla y por el Gobierno del Estado y el Ayuntamiento Municipal el cual se llevó a cabo en el complejo Fórum de Mundo Imperial ubicado en la Zona Diamante del puerto.

## Jueces
El jurado estuvo conformado por:
- Manuel Hernández Ladrón de Guevara
- Fernando Bravo
- Bulmaro Vieyra
- Guillermo Mora
- Jesús Flores

## Resultados

### Final por Equipos
| Lugar | Puntos | Nombre               | Estado  | Resumen                                           |
| ----- | ------ | -------------------- | ------- | ------------------------------------------------- |
| 1º    | 379    | Hacienda Tamariz CYM | Puebla  | 38 CC, 43 PL, 103 CO, 60 TR, 34 MP, 29 MC y 24 PM |
| 2º    | 349    | Tres Potrillos       | Jalisco | 29 CC, 61 PL, 109 CO, 57 TR, 31 MP, 6 MC y 24 PM  |
| 3º    | 330    | Rancho La Biznaga    | México  | 22 CC, 21 PL, 109 CO, 65 TR, 6 MP, 54 MC y 24 PM  |

### Semifinal por Equipos
| Lugar | Puntos | Nombre                       | Estado           | Resumen                                           |
| ----- | ------ | ---------------------------- | ---------------- | ------------------------------------------------- |
| 1º    | 436    | Rancho La Biznaga            | México           | 33 CC, 21 PL, 117 CO, 59 TR, 84 MP, 54 MC y 22 PM |
| 2º    | 429    | Tres Potrillos               | Jalisco          | 29 CC, 66 PL, 104 CO, 58 TR, 29 MP, 76 MC y 23 PM |
| 3º    | 413    | Hacienda Tamariz CYM         | Puebla           | 8 CC, 22 PL, 118 CO, 60 TR, 57 MP, 54 MC y 24 PM  |
| 4º    | 357    | Rancho El Olivo              | Ciudad de México | 32 CC, 0 PL, 89 CO, 52 TR, 26 MP, 89 MC y 26 PM   |
| 5º    | 354    | José Eduardo Ochoa Reyes     | Hidalgo          | 32 CC, 36 PL, 94 CO, 54 TR, 40 MP, 42 MC y 24 PM  |
| 6º    | 318    | Rancho El Edén               | México           | 33 CC, 40 PL, 94 CO, 49 TR, 0 MP, 52 MC y 25 PM   |
| 7º    | 316    | Regionales de La Villa "Oro" | Ciudad de México | 26 CC, 20 PL, 80 CO, 59 TR, 52 MP, 28 MC y 0 PM   |
| 8º    | 268    | San Miguel Tlalixtac         | Oaxaca           | 34 CC, -4 PL, 100 CO, 11 TR, 6 MP, 79 MC y 17 PM  |
| 9º    | 238    | Charros de Tracomsa          | Nuevo León       | 28 CC, 0 PL, 103 CO, 27 TR, 3 MP, 27 MC y 25 PM   |

- CC = Pts en la cala de caballo
- PL = Número de Piales en el Lienzo
- CO = pts de la tercia de coleadores
- TR = Suma de los lazos
- MP = # de Manganas a pie
- MC = # de Manganas a Caballo